# Колективний лист радянських письменників до редакції газети «Правда» щодо Солженіцина та Сахарова
Лист до редакції газети «Правда» — відкритий лист колектива відомих радянських письменників у зв'язку з «антирадянськими діями та виступами А. И. Солженіцина і А. Д. Сахарова». Був опублікований у газеті «Правда» від 31 серпня 1973 року.

## Текст листа
|  | Шановний товарише редакторе! Прочитавши опублікований у вашій газеті лист членів Академії наук СРСР щодо поведінки академіка Сахарова, який ганьбить честь і гідність радянського вченого, ми вважаємо своїм обов'язком висловити повну згоду з позицією авторів листа. Радянські письменники завжди разом зі своїм народом і Комуністичною партією боролися за високі ідеали комунізму, за мир і дружбу між народами. Ця боротьба — веління серця всієї художньої інтелігенції нашої країни. У нинішній історичний момент, коли відбуваються доброчинні зміни в політичному кліматі планети, поведінка таких осіб, як Сахаров і Солженіцин, що обмовляють на наш державний і суспільний лад, що намагаються породити недовіру до миролюбну політику Радянського держави і по суті закликають Захід продовжувати політику «холодної війни», не може викликати ніяких інших почуттів, окрім глибокого презирства і засудження. Оригінальний текст (рос.) Уважаемый товарищ редактор! Прочитав опубликованное в вашей газете письмо членов Академии наук СССР относительно поведения академика Сахарова, порочащего честь и достоинство советского учёного, мы считаем своим долгом выразить полное согласие с позицией авторов письма. Советские писатели всегда вместе со своим народом и Коммунистической партией боролись за высокие идеалы коммунизма, за мир и дружбу между народами. Эта борьба — веление сердца всей художественной интеллигенции нашей страны. В нынешний исторический момент, когда происходят благотворные перемены в политическом климате планеты, поведение таких людей, как Сахаров и Солженицын, клевещущих на наш государственный и общественный строй, пытающихся породить недоверие к миролюбивой политике Советского государства и по существу призывающих Запад продолжать политику «холодной войны», не может вызвать никаких других чувств, кроме глубокого презрения и осуждения. |

## Підписанти
1. Чингіз Айтматов
2. Юрій Бондарев
3. Василь Биков
4. Расул Гамзатов
5. Олесь Гончар
6. Микола Грибачов
7. Сергій Залигін
8. Валентин Катаєв
9. Алім Кєшоков
10. Вадим Кожевников
11. Михайло Луконін
12. Георгій Марков
13. Іван Мележ
14. Сергій Михалков
15. Сергій Наровчатов
16. Віталій Озєров
17. Борис Полевой
18. Афанасий Салинський
19. Сергій Сартаков
20. Костянтин Симонов
21. Сергій Смірнов
22. Анатолій Софронов
23. Михайло Стельмах
24. Олексій Сурков
25. Микола Тихонов
26. Мірзо Турсун-заде
27. Костянтин Федін
28. Микола Федоренко
29. Олександр Чаковський
30. Михайло Шолохов
31. Степан Щіпачов

## Інше
- Василь Биков у автобіографії «Довга дорога додому», що вийшла після розпаду СРСР, стверджував[1], що не давав згоди на появу його підпису під листом, але у день підписання лист був зачитаний у програмі «Время», де Бикова було названо серед підписантів. Також про незгоду Бикова підписувати листа в «Правду» свідчить письменник Ігор Золотуський у документальному фільмі про Бикова[2].
- Син Михайла Луконіна в спогадах про батька також заперечує добровільну участь батька в підписанні цього листа[3].